# Розейра, Кристиане
Кристиане Розейра де Соуза Силва (порт. Cristiane Rozeira de Souza Silva; 15 мая 1985, Озаску, Сан-Паулу), более известная как Кристиане — бразильская футболистка, нападающая. Игрок сборной Бразилии. Участница пяти чемпионатов мира и четырёх Олимпийских игр.

## Биография

### Клубная карьера
Начинала карьеру на родине в клубах «Сан-Бернарду» из Сан-Бернарду-ду-Кампу и «Клубе Атлетико Жувентус» из Сан-Паулу.
В феврале 2005 года перешла в германский клуб «Турбине» (Потсдам), провела в его составе полтора сезона, стала чемпионкой и обладательницей Кубка Германии 2006 года. Победительница Кубка УЕФА 2005 года и финалистка 2006 года. Однако испытывала трудности в силовой игре, поэтому често выходила на замены. В 2006 году перешла в другой германский клуб, «Вольфсбург». В начале 2008 года подписала полугодичный контракт с клубом чемпионата Швеции «Линчёпинг» и играла за него до Олимпиады, затем на время вернулась в Бразилию.
В сентябре 2008 года была выбрана на драфте американской лиги WPS и со следующего года начала играть за «Чикаго Ред Старз». 12 июля 2009 года сделала первый хет-трик в истории лиги, в матче против «Голд Прайд» (3:1). В первом сезоне была лучшим бомбардиром своего клуба с 7 голами. В следующем сезоне забила лишь 3 гола в 24 матчах и в конце сезона была отпущена как свободный агент.
В августе 2009 года на три месяца уходила в аренду в бразильский «Сантос», стала обладательницей Кубка Либертадорес и Кубка Бразилии. В 2011 году снова играла за «Сантос».
В сентябре 2011 года перешла в российский клуб «Россиянка» (Красноармейск). В чемпионате России забила 10 голов в 10 матчах и стала победительницей чемпионата. В Лиге чемпионов забила 3 гола в 6 матчах и стала четвертьфиналисткой.
После ухода из российского клуба играла в Бразилии за «Сан-Жозе» и «Сентро Олимпико», также на короткое время переходила в корейский «Ичхон Дэкё».
В 2015 году вместе с другой бразильянкой, Эрикой, перешла во французский «Пари Сен-Жермен», клуб тренировал Фарид Бенстити, знакомый ей по работе в «Россиянке». Провела в команде два сезона, сыграла в чемпионате Франции 36 матчей и забила 26 голов. Вице-чемпионка Франции 2015/16, финалистка Кубка Франции 2016/17. В Лиге чемпионов за парижский клуб сыграла 16 матчей и забила 12 голов. Финалистка Лиги чемпионов 2016/17.
В июне 2017 года перешла в китайский клуб «Чанчунь Чжоюэй», а затем снова играла в Бразилии.

### Карьера в сборной
В 15 лет впервые была включена в состав молодёжной (до 19 лет) сборной Бразилии. Участница молодёжных чемпионатах мира 2002 и 2004 годов, на обоих бразильские девушки оставались четвёртыми.
В национальной сборной Бразилии дебютировала в 2003 году. Первый гол забила 27 апреля 2003 года, после выхода на замену в матче чемпионата Южной Америки против Колумбии (12:0), Бразилия стала победителем этого турнира.
В 2003 году впервые приняла участие в финальном турнире чемпионата мира, сыграла 4 матча, во всех из них выходила на замены. В 2007 году стала серебряным призёром чемпионата мира (6 матчей, 5 голов), по итогам турнира включена в символическую сборную и получила бронзовый мяч как занявшая третье место по опросу экспертов. В 2011 году со своей командой стала четвертьфиналисткой (4 матча, 2 гола), а в 2015 (3 матча) и 2019 (4 матча, 4 гола) годах сборная уступала в 1/8 финала. Сделала хет-трик 9 июня 2019 года в матче групповой стадии в ворота Ямайки (3:0).
На Олимпиаде 2004 года стала серебряным призёром и разделила звание лучшего бомбардира с немкой Биргит Принц, забив 5 голов. Сделала хет-трик 17 августа 2004 года в матче групповой стадии с Грецией (7:0). На Олимпиаде 2008 года снова стала финалисткой и во второй раз подряд — лучшим бомбардиром (5 голов в 6 матчах). Сделала хет-трик в матче группового этапа против Нигерии (3:1) 12 августа 2008 года. На Олимпиаде 2012 года со своей командой дошла до четвертьфинала, сыграла 4 матча и забила 2 гола. На Олимпиаде 2016 года заняла четвёртое место (4 матча, 2 гола). Является лучшим бомбардиром в истории Олимпиад (14 голов).
Неоднократно была победительницей и призёром континентальных турниров. Чемпионка Южной Америки 2003 года, серебряный призёр 2006 года, победительница чемпионатов 2010 года (8 голов — второй бомбардир), 2014 (6 голов — лучший бомбардир) и 2018 года (7 матчей, 4 гола). В 2006 году стала лучшим бомбардиром чемпионата с 12 голами, в том числе забила 3 гола в ворота Боливии и 4 — в ворота Парагвая. В 2007 году завоевала золотую медаль Панамериканских игр и стала лучшим бомбардиром турнира с 8 голами, из них 4 — в игре с Эквадором (10:0). В 2015 году — снова победительница и лучший бомбардир Панамериканских игр (7 голов в 5 матчах), в игре с Эквадором (7:1) показала лучший результат в карьере за сборную — 5 голов.
Занимала третье место в конкурсе «Игрок года ФИФА» в 2007 и 2008 годах.
Всего по состоянию на начало 2020 года забила 96 голов за сборную.